# Objaw Rossolimo
Objaw Rossolimo (odruch Rossolimo, ang. Rossolimo's sign/reflex) – patologiczny objaw neurologiczny świadczący o uszkodzeniu układu piramidowego, polegający na podeszwowym zgięciu palców stopy w odpowiedzi na szybkie ich uderzenie.
Jego znaczenie jest mniejsze niż objawu Babińskiego, który to może być nieraz jedynym i rozstrzygającym objawem sugerującym uszkodzenie układu piramidowego (drogi korowo-rdzeniowej).
Nazwa objawu pochodzi od rosyjskiego neurologa Grigorija Iwanowicza Rossolimo, który opisał go w 1902 roku. 